# Слиж європейський
Слиж європейський, або звичайний, або вусатий слиж європейський (Barbatula barbatula) — риба родини Баліторові.

## Розповсюдження
Ареал охоплює водойми Європи, окрім Італії, Греції, Шотландії, Норвегії і Швеції. В Україні зустрічається у річках Карпат, притоках Дніпра, Південного Бугу, Сіверського Дінця. В Придніпров'ї розповсюдження обмежене, зустрічається у притоках Дніпровського та Кам'янського водосховищ (Оріль, Самара, Ворскла та ін.). Утворює велику кількість підвидів та форм, які дуже схожі між собою.

## Будова
Розмір у водоймах України не перевищує 15 см, зазвичай 10 — 12 см, вага 20 — 25 г. Тіло майже голе, дрібна луска вкриває тільки боки риби та не накладається одна на одну. Тіло циліндричне, голова сплюснута. Є 3 пари вусиків (2 пари на рилі та пара на верхній губі). Очі невеликі. Хвостовий плавець майже круглий. Забарвлення зазвичай жовто-буре, у карпатських річках іноді темне. На плавцях ряди темних смуг. Вздовж бічної лінії світла смуга.

## Спосіб життя
Донна риба. Надає перевагу річкам та струмкам зі швидкою течією. В річках Центральної та Східної України тримається зазвичай біля витоків річок. Тримається невеликими групами або поодинокими особинами. Найактивніший вночі. Малорухлива риба, зазвичай ховається між камінням або у інших укриттях, майже не переміщується водоймою, дорослі особини мають власну ділянку полювання, яку можуть охороняти. Може витримувати дефіцит кисню та використовувати атмосферне повітря для дихання, також витримують пересихання водойми. Живиться різноманітними безхребетними, яких збирає з підводних предметів та ґрунту, ікрою інших риб, іноді водоростями. Крупні особини можуть полювати мальків інших видів риб. Тривалість життя 5 — 6 років.

## Розмноження
Статевої зрілості досягають зазвичай на 3 рік життя. Розмноження починається навесні при температурі води 13 — 15С. Нерест порціями 2 — 3 рази протягом 2 місяців. Ікра донна, приклеюється до субстрату (пісок, каміння, рослини) на ділянках, де вода насичена киснем. Плодючість залежить від розмірів риби (до 6 тисяч ікринок за сезон). Ікринки діаметром до 1 мм. Самці охороняють відкладену ікру, доки не з'являться личинки (3 — 4 доби).

## Значення
Промислового значення в Україні не мають, іноді використовуються як наживка для лову хижих риб. Вид занесений до Червоного списку тварин Дніпропетровської області (IV категорія). У деяких азійських країнах (Таїланд) є об'єктом промислового лову, використовуються для приготування багатьох страв.